# Arena de Boras
A Arena de Boras ou Boros (em sueco: Borås Arena) é um estádio de futebol na cidade de Boras na Suécia. Tem capacidade para receber umas 16 000 pessoas, e pertence ao clube IF Elfsborg. Foi inaugurado em 2005 com o jogo Elfsborg-Örgryte, que terminou com a vitória de Elfsborg por 1-0. Está coberto por relva sintética, permitindo a utilização do recinto em outros eventos.